# Spa cabaret
Spa cabaret è un singolo del gruppo musicale italiano Bnkr44, pubblicato il 21 marzo 2025 come quinto estratto dal quarto album in studio Tocca il cielo.

## Descrizione
Il brano, scritto da Andrea Locci, in arte Faster e Pietro Serafini, in arte Fares, è prodotto da Dario Lombardi, in arte Erin, e ha anticipato l'uscita dell'album Tocca il cielo, uscito il 4 aprile 2025.

## Video musicale
Il video musicale, diretto da Matteo Zoppi, è stato pubblicato in concomitanza all'uscita del brano attraverso il canale YouTube del gruppo.

## Tracce
Testi di Andrea Locci e Pietro Serafini, musiche di Dario Lombardi e Marco Vittiglio.
1. Spa cabaret – 3:31